# JKS Group
JKS Group A/S eller JKS A/S er et dansk vikar- og rekrutteringsbureau med hovedkvarter i Ringkøbing. JKS har 38 lokale kontorer fordelt i hele Danmark, samt 5 kontorer i Norge og Sverige samt et enkelt i Rumænien. Virksomheden sørger for bemanding til en række brancher, og i alt har de over 8.000 ansatte, hvilket svarer til 3.536 fuldtidsstillinger (2023). På virksomhedens kontorer er der over 200 ansatte. Deres årsomsætning var i 2023 på 1,572 mia. danske kroner. JKS ejes af og blev etableret af Jan Stampe Nielsen i 1996.